# Zinf
Zinf — свободный аудиоплеер для Microsoft Windows и Unix-подобных операционных систем с открытым исходным кодом.
Аудиоплеер является свободным программным обеспечением и распространяется под лицензией GNU General Public License.

## Описание
Zinf является продолжением проекта FreeAmp и базируется на его исходном коде.
Плеер может воспроизводить звуковые файлы в формате MP3, Ogg/Vorbis, WAV и Audio CD, а также обрабатывать потоковое аудио SHOUTcast/Icecast, читать и записывать ID3v1/ID3v2/Vorbis теги, поддерживает скины и является частью открытой музыкальной энциклопедии MusicBrainz, оснащён оптимизированной версией декодера Xing MPEG, включает в себя мощный музыкальный обозреватель и встроенный менеджер закачек, который поддерживает загрузку файлов с сайтов.

## Возможности
- Воспроизведение MP3-файлов с помощью декодера Xing Audio.
- Воспроизведение Ogg/Vorbis.
- Воспроизведение WAV-формата.
- Воспроизведение Audio CD.
- SHOUTcast/Icecast HTTP потоковое воспроизведение с сохранением.
- RTP Unicast/Multicast потоковое воспроизведение.
- Поддержка потоковых стилей SHOUTcast/Icecast.
- Поддержка плей-листов M3U и PLS.
- Встроенная поддержка воспроизведения MusicBrowser.
- Поддержка тем.
- Поиск Audio CD метаданных по MusicBrainz.
- Встроенный менеджер закачек для пакетной загрузки из RMP Emusic.
- Полная поддержка тегов ID3v1/ID3v2/Vorbis.

## Название
Zinf — рекурсивный акроним, что означает «Zinf Is Not FreeAmp». Использование названия FreeAmp пришлось прекратить из-за торговой марки, так как «AMP» является зарегистрированной торговой маркой «PlayMedia Systems, Inc».

## Финансирование
Изначально проект FreeAmp финансировался EMusic, который платил трём разработчикам проигрывателя з/п, затем к EMusic присоединилась Relatable, чтобы помочь поддержать дальнейшее развитие проекта.
В январе 2001 года EMusic, после 2-летнего финансирования проекта, больше не смог его поддерживать, и разработчиков уволили. В дальнейшем проект Zinf был не способен найти другого спонсора, и развитие замедлилось, одно из самых крупных обновлений проекта было в начале 2004 года.
В 2008 году разработка полностью прекратила своё существование и не продолжалась по настоящее время.

## Популярность
В настоящее время плеер Zinf превзошли другие свободные аудиоплееры с открытым исходным кодом в среде Linux, в частности Audacious Media Player, Amarok, Exaile, Banshee, Songbird. Во многом это связано с тем, что Zinf не развивался много лет, с появления своего последнего официального релиза в начале 2004 года, поэтому многие функции, которые уже доступны в конкурирующих плеерах, в нём просто отсутствуют.